# Von-Willebrand-Faktor
Der Von-Willebrand-Faktor (vWF) ist ein Protein, das als Trägerprotein des Blutgerinnungsfaktors VIII eine wichtige Rolle bei der Blutstillung spielt und nach Erik Adolf von Willebrand (1870–1949), einem finnischen Internisten, benannt wurde.
Der Von-Willebrand-Faktor wird sowohl von Megakaryozyten als auch von den Endothelzellen gebildet, die die Innenwand eines Blutgefäßes (die Intima) bilden. In den Blutplättchen (Thrombozyten) als Abschnürungen der Megakaryozyten ist er in den α-Granula gespeichert, das Gefäßendothel gibt ihn zur Speicherung an die subendotheliale Matrix ab. Kommt es zu einem Riss der Innenwand des Endothels, werden die darunter liegenden Proteine der Gefäßwand freigelegt, u. a. Kollagene. An diese kann der Von-Willebrand-Faktor binden. Bestimmte zelluläre Elemente des Blutes, die Blutplättchen (Thrombozyten), verfügen auf ihrer Oberfläche über eine Andockstelle, an die der Von-Willebrand-Faktor binden kann. Diese wird als Von-Willebrand-Rezeptor oder Glykoprotein Ib/IX/V bezeichnet (Glykoprotein Ib-IX-V-Rezeptor-Komplex).
Der Von-Willebrand-Faktor schafft also eine Brücke zwischen den Blutplättchen und der verletzten Gefäßwand.
An bereits adhärenten Thrombozyten kann der vWF mittels Glykoprotein IIb bzw. IIIa binden.
Der Von-Willebrand-Faktor hat somit eine direkte Wirkung bei der zellulären Blutstillung. Bei der plasmatischen Blutgerinnung ist er zwar nicht direkt beteiligt, da er zur Bildung des Fibrins nicht erforderlich ist. Durch seine Funktion als Träger- und Schutzprotein für den Gerinnungsfaktor VIII führt ein Mangel an Von-Willebrand-Faktor oder ein Defekt seiner Proteinstruktur durch diese unmittelbare Wechselwirkung aber dennoch zur Beeinträchtigung der plasmatischen Hämostase (s. Willebrand-Jürgens-Syndrom und Von-Willebrand-Krankheit).
Die Konzentration des Von-Willebrand-Faktors ist abhängig von der Blutgruppe; so werden bei Menschen der Blutgruppe 0 im Schnitt 25–35 % niedrigere Werte gemessen als bei den Blutgruppen A, B und AB. Möglicherweise ist dies mit ein Grund für teilweise variierende Prävalenzen von Herz-Kreislauf-Erkrankungen zwischen den Blutgruppen. So führt der Verband Deutscher Kardiologen bis zu sechs Prozent aller Herzerkrankungen auf ungünstige Blutgruppen zurück.